# Мерете Ріїсагер
Мерете Ріїсагер (дан. Merete Riisager; 1 березня 1976, Орхус) — данська політична діячка, член Ліберального альянсу, 3 2016 по 2019 рік обіймала посаду міністра освіти в кабінеті Ларса Люкке Расмуссена.

## Біографічні відомості
Народилася в Орхусі 1 березня 1976 року.
Закінчила Копенгагенський університет, факультет педагогіки (2003). Ріїсагер працювала протягом року в цьому університеті, потім була консультанткою у фірмі «IMS Assima». З 2007 року вона працювала на керівних посадах у «PricewaterhouseCoopers», а потім у «Lego». Вона була активісткою соціалістичної ліберальної партії Радикальна Венстре. Згодом перейшла у Ліберальний альянс. У 2011 році вперше була обрана у парламент Данії. Вона успішно подала заявку на переобрання на виборах 2015 року.
28 листопада 2016 року отримала посаду міністра освіти Данії.